# Mario Gehrig
Pour les articles homonymes, voir Gehrig.
Mario Gehrig (né le 14 juin 1971 à Mannheim, Bade-Wurtemberg) est un ancien joueur allemand de hockey sur glace qui a joué dans le championnat allemand, essentiellement pour les Adler Mannheim.

## Carrière
Mario Gehrig commence sa carrière comme attaquant dans l'équipe de jeunes du Mannheim ERC et obtient sa licence professionnelle pour la saison 1991-1992. Le gaucher participe à la création des Adler et de la DEL en 1994. Il remporte deux titres champion avec Mannheim en 1997 et 1998. Il joue ensuite un an à Berlin au Berlin Capitals puis chez les Hamburg Crocodiles en seconde division lors de la saison 1999-2000. Il joue entre 2002 et 2006 en ligue régionale avec le EHC Timmendorfer Strand 06.

## Statistiques
| Saison               | Équipe               | Ligue                |     | Saison régulière | Saison régulière | Saison régulière | Saison régulière | Saison régulière |   | Séries éliminatoires | Séries éliminatoires | Séries éliminatoires | Séries éliminatoires | Séries éliminatoires |
| Saison               | Équipe               | Ligue                | PJ  | B                | A                | Pts              | Pun              | PJ               | B | A                    | Pts                  | Pun                  |                      |                      |
| 1991-1992            | Mannheimer ERC       | 1.BL                 | 39  | 3                | 4                | 7                | 12               | 6                | 1 | 1                    | 2                    | 2                    |                      |                      |
| 1992-1993            | Mannheimer ERC       | 1.BL                 | 40  | 3                | 7                | 10               | 24               | 8                | 1 | 0                    | 1                    | 4                    |                      |                      |
| 1993-1994            | Mannheimer ERC       | 1.BL                 | 39  | 4                | 6                | 10               | 46               | 4                | 1 | 0                    | 1                    | 4                    |                      |                      |
| 1994-1995            | Adler Mannheim       | DEL                  | 18  | 1                | 3                | 4                | 12               |                  |   |                      |                      |                      |                      |                      |
| 1995-1996            | Adler Mannheim       | DEL                  | 50  | 10               | 12               | 22               | 40               | 8                | 1 | 2                    | 3                    | 0                    |                      |                      |
| 1996-1997            | Adler Mannheim       | DEL                  | 49  | 13               | 16               | 29               | 14               | 9                | 0 | 3                    | 3                    | 2                    |                      |                      |
| 1997-1998            | Adler Mannheim       | DEL                  | 40  | 5                | 13               | 18               | 12               | 12               | 1 | 1                    | 1                    | 12                   |                      |                      |
| 1998-1999            | Berlin Capitals      | DEL                  | 48  | 3                | 6                | 9                | 49               |                  |   |                      |                      |                      |                      |                      |
| 1999-2000            | Hamburg Crocodiles   | 2.BL                 | 36  | 7                | 9                | 16               | 16               |                  |   |                      |                      |                      |                      |                      |
| 2000-2001            | Hamburg Crocodiles   | OL                   | 38  | 20               | 19               | 39               | 36               |                  |   |                      |                      |                      |                      |                      |
| Totaux 1. Bundesliga | Totaux 1. Bundesliga | Totaux 1. Bundesliga | 118 | 10               | 17               | 27               | 82               | 18               | 3 | 1                    | 4                    | 10                   |                      |                      |
| Totaux DEL           | Totaux DEL           | Totaux DEL           | 205 | 32               | 50               | 82               | 127              | 29               | 2 | 6                    | 7                    | 14                   |                      |                      |